# Glömminge distrikt
Glömminge distrikt är ett distrikt i Mörbylånga kommun och Kalmar län på centrala Öland. 
Distriktet ligger på Ölands västkust, norr om Ölandsbrons fäste på ön. 

## Tidigare administrativ tillhörighet
Distriktet inrättades 2016 och utgörs av socknen Glömminge i Mörbylånga kommun.
Området motsvarar den omfattning Glömminge församling hade vid årsskiftet 1999/2000.